# Camaridium cedralense
Camaridium cedralense är en orkidéart som först beskrevs av John T. Atwood och Mora-ret., och fick sitt nu gällande namn av Mario Alberto Blanco. Camaridium cedralense ingår i släktet Camaridium och familjen orkidéer.
Artens utbredningsområde är Costa Rica. Inga underarter finns listade i Catalogue of Life.